# Ptasie mleczko
Ptasie mleczko (tiếng Ba Lan: [ptaɕɛ mlɛtʂkɔ] ⓘ) là kẹo mềm phủ sô cô la chứa đầy bánh trứng đường mềm hoặc soufflé sữa. Nó được gọi là ptichye moloko (ттт [ˈptʲitɕjɪ məlɐˈko]) trong tiếng Nga, lapte de pasăre ([ˈlapte de ˈpasəre]) ở Rumani, ptashyne Moloko (пташине молоко) ở Ukraine, và linnupiim ở Estonia. Tất cả những cái tên này có nghĩa đen là "sữa chim", một chất có phần giống với sữa, được sản xuất bởi một số loài chim để nuôi con non. Tuy nhiên, đây không phải là nguồn gốc của tên gọi; đúng hơn, "sữa chim" hoặc sữa gia cầm là một thành ngữ có nguồn gốc từ Hy Lạp cổ có nghĩa là "một món ngon không thể có được" (so sánh tiếng Anh: "răng của gà mái").
Đây là một trong những bánh kẹo sô cô la được công nhận nhất ở Ba Lan có quyền sở hữu độc quyền cho tên này. Các nhà sản xuất bánh kẹo khác cũng làm kẹo tương tự nhưng được đặt tên khác nhau (ví dụ Alpejskie mleczko, "Sữa Alps"). Tuy nhiên, Ptasie mleczko thường được sử dụng để chỉ các loại kẹo tương tự với hương vị vani, kem, chanh hoặc sô cô la.
Ở Nga ptichye moloko vừa là một loại kẹo phổ biến vừa là một loại bánh soufflé nổi tiếng. Thương hiệu được giới thiệu vào thời Xô Viết và ngày nay được sử dụng bởi các công ty vận hành các nhà máy sản xuất các loại kẹo và bánh này kể từ thời điểm đó. Các loại kẹo cũng được sản xuất tại các quốc gia hậu Xô Viết khác, đặc biệt là ở Belarus, Ukraine, Moldova và Estonia.

## Lịch sử và các biến thể

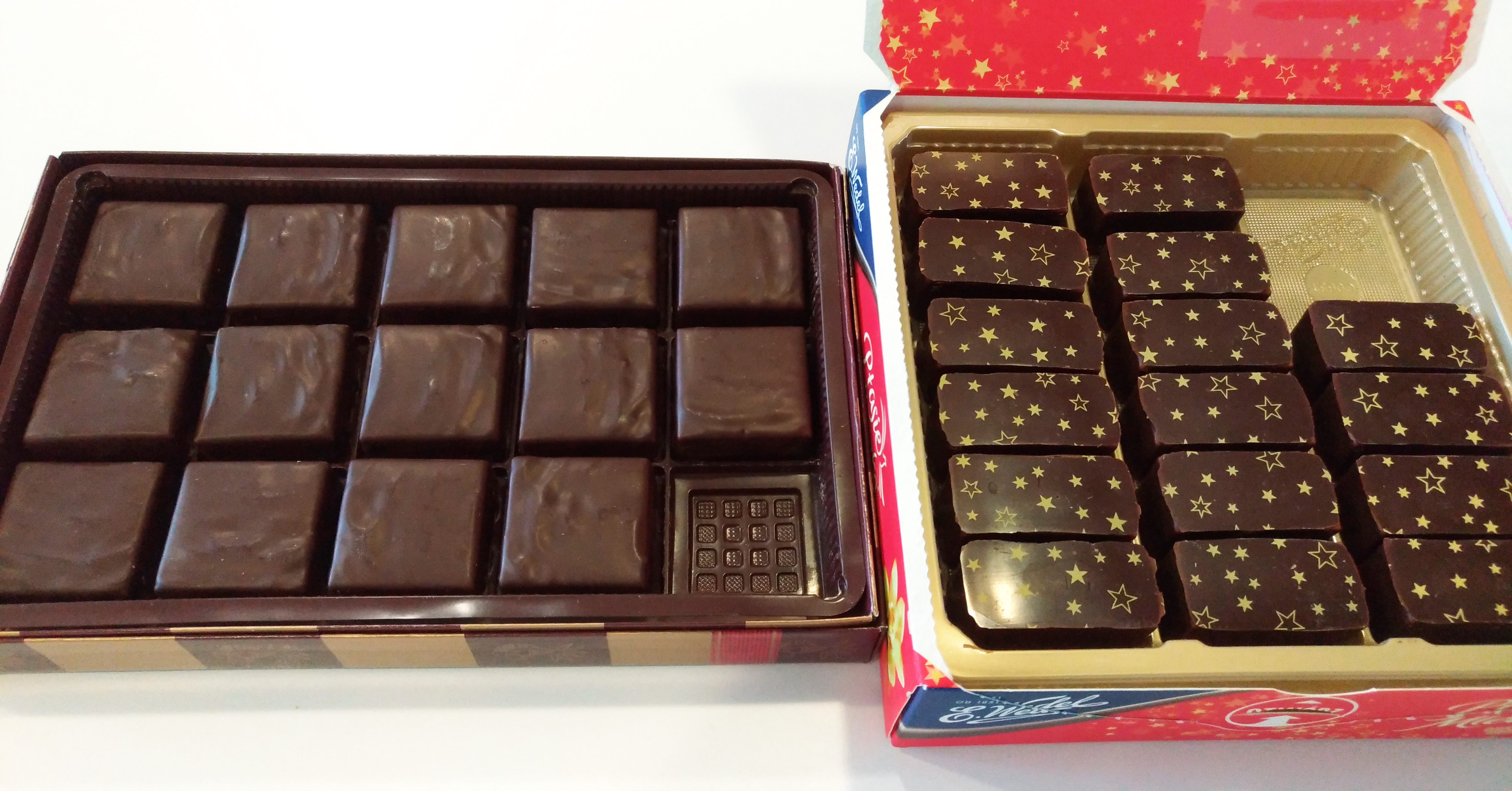
Trái: ptichye moloko của công ty Rot Front. Phải: ptasie mleczko của công ty E. Wedel.

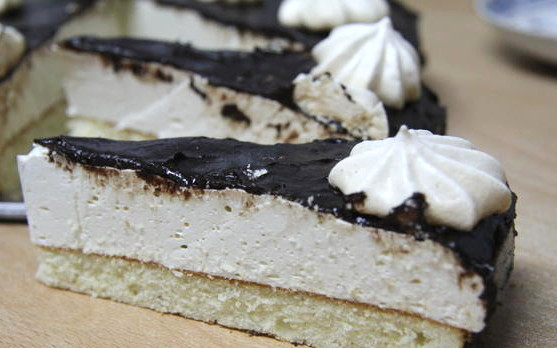
Một chiếc bánh ptichye moloko tự làm

## Nhãn hiệu thương mại

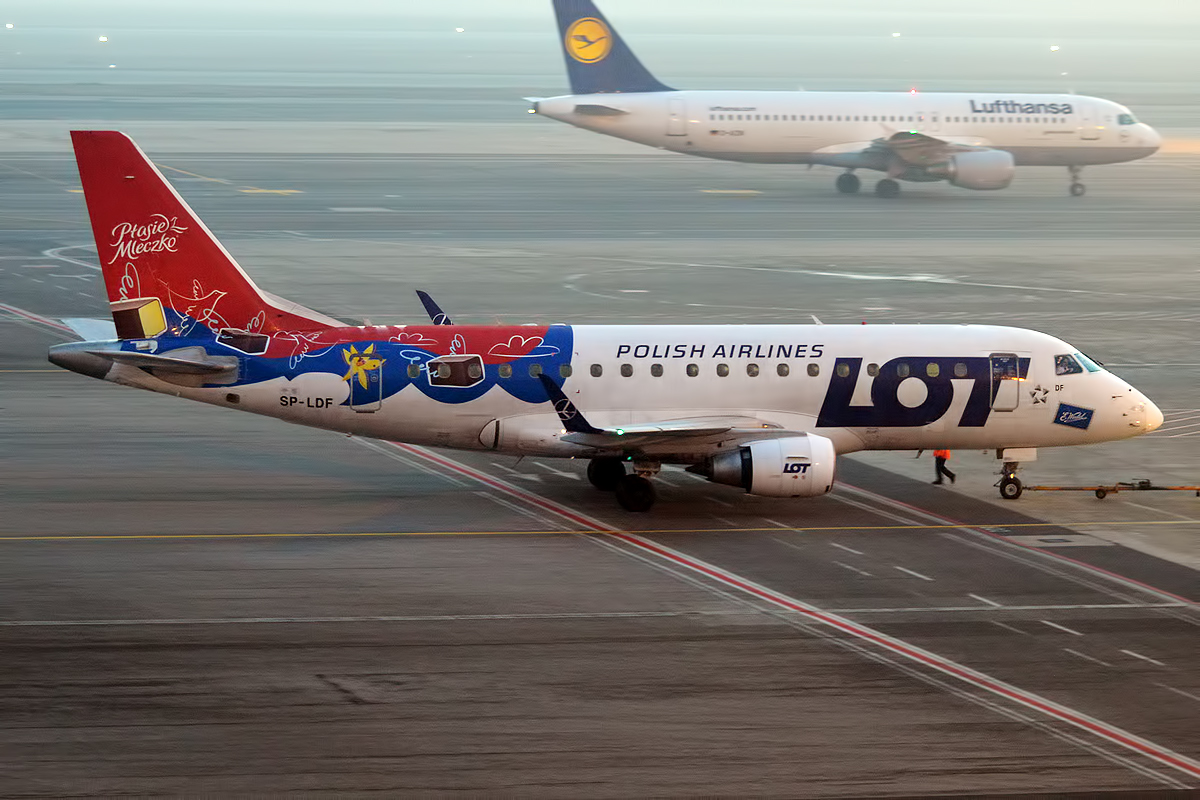
Ptasie Mleczko quảng cáo E. Wedel của màu sơn của một máy bay chở khách LOT